# حمدي الجزار
حمدي الجزار روائي مصري ولد في 1 أكتوبر 1970 بالجيزة، في مصر. حصل على ليسانس الآداب في الفلسفة من جامعة القاهرة 1992، من أعماله: "سحرٌ أسْود" و"لذَّات سرِّية" و"الحريم" و"كتَاب السُطور الأَربَعة"، رواية " العروس" الصادرة عن دار ديوان للنشر 2023.

## رواياته
نشر العديد من القصص والمقالات في العديد من الصحف والمجلات المصرية والعربية منذ عام 1990، وكتب وأخرج ثلاث مسرحيات قصيرة. ومن أهم إصداراته:

### سحر أسود
- صدرتْ روايته الأولى"سِحْر أسود" في خمس طبعات: عن دار ميريت ط1، عام 2005، والثانية 2007، وطبعتان عن دار "الدار" 2008 و2010 وصدرت في طبعة خامسة عن دار بتانة 2017كانت أهم ردود الفعل:

- نشرت مجلة بانيبال اللندنية أربعة فصول من رواية «سحر أسود» بترجمة همفري ديفيز في عددها 26 صيف 2006.
- نشرت الأهرام إبدو في عددها 606، إبريل 2006 ترجمة للفرنسية لفصل من «سحر أسود»، ومراجعة للرواية لدينا حشمت.

ونشرت مجلة meet"" الفرنسية فصولاً من «سحر أسود» بالعربية والفرنسية بترجمة نشوى الأزهرى في عددها 21، le caire/ vancouver، 2008.
- صدرت «سحر أسود» بالإنجليزية بعنوان "Black Magic" بترجمة همفري ديفيز عن قسم النشر بالجامعة الأمريكية بالقاهرة، ونيويورك 2007.
- نالت «سحر أسود» جائزة «مؤسسة ساويرس للأدب المصري» في الرواية، المركز الأول للكتاب الشباب 2006.

### لذات سرية
صدرت روايته الثانية «لذات سرية»  عن دار «الدار» 2008 وكانت أهم ردود الفعل:
- نشرت مجلة Triquarterly الصادرة عن جامعة نورث ويسترن بشيكاغو فصل «قتلتان» من رواية «لذّات سرّية» بترجمة همفرى ديفيز في عددها 133ربيع 2009.
- شارك في برنامج الكتابة الدولية " International Writing Program" بجامعة آيوا بالولايات المتحدة الأمريكية، ونال زمالته 2007.
- نال جائزة مجلة «الصدى» للمبدعين الشباب في الرواية 2004.
- كتب عن روايتيه بالعربية والإنجليزية والفرنسية العديد من النقاد والباحثين في صحف ومجلات وكتب، ومواقع إلكترونية منها: "الحياة"،"الأهرام"،"القدس العربي"، "أدب ونقد"،Jordan times، وDaily Star، Academia on line،Courrier International"، وغيرها. وتدرّس أعماله، ويعد عنها الرسائل الجامعية في بعض الجامعات المصرية والأمريكية.
- كتب العديد من البرامج والأفلام التسجيلية.

يعمل مشرفاً على مركز أبحاث القناة الثقافية بالتليفزيون المصري.

### كتَاب السُطور الأَربَعة
-صدر "كتاب السطور الأربعة"، الرواية الأولى عن سلسة "حروف"، الهيئة العامة لقصور الثقافة 2012.
-صدر كتاب السطور الأربعة، الرواية الكاملة، عن دار نفرو 2014
-نشرت"الرباعيات المائة"، مختارات من "كتاب السطور الأربعة، وكتاب وجه الوجوه، كديوان صغير، بمجلة أدب ونقد، مارس 2015

### رواية الحريم
-صدرت روايته الثالثه"الحريم" عن دار صفصافة، 2014
-حازت رواية"الحريم" جائزة أفضل رواية مصرية، معرض القاهرة الدولي للكتاب 2015
-صدرت طبعة ثانية من"الحريم" عن دار غريب 2017
-صدرت "الحريم" بالفرنسية، بترجمة فرانسوا نيرود، عن دار بيل فييل، باريس 2017
-صدرت"الحريم" باللغة الجورجية، بترجمة تيسيانا بيبليشفيلي، عن دار يوستري، جورجيا، 2019
- صدرت "الحريم" في كتاب صوتي عن موقع "كتاب صوتي"، 2018

### رواية العروس
-صدرت الطبعة الأولى من رواية "العروس" عن دار ديوان للنشر، 2023

## إسهاماته
- اختير في مشروع بيروت 39 لتكريم أفضل الكتاب العرب دون الأربعين، 2009- 2010، مؤسسة هاي فيستفال البريطانية.
- زميل برنامج الكتابة الدولية بجامعة أيوا، أمريكا، 2007.
- كتب مقالًا نصف شهري بمجلة سامبسونيا واي الأمريكية لمدة عامين2013-2014.
- تُرجمت بعض نصوصه إلى التشيكية، ولغة الملايو، ماليزيا، ونشرت بعض أعماله بمجلات دولية في  أوربا وأمريكا كبانيبال في لندن، وميت في باريس، وترايكوارترى، جامعة شيكاجو.
- شارك في مهرجانات دولية وفعاليات أدبية بمصر، والجزائر ولبنان، والإمارت العربية المتحدة، وفرنسا، والمملكة المتحدة، ودولة التشيك، وتركيا، وأمريكا، وقدم قراءات ومحاضرات بعدة جامعات دولية منها تشارلز ببراغ، بوينت بارك، وجورج تاون، ونورث ويسترن بأمريكا، وغيرها.
- كتب عن أعماله كبار النقاد بالعربية والإنجليزية والفرنسية، وتُدَرّس أعماله، ويعد عنها الرسائل الجامعية في بعض الجامعات المصرية والأمريكية والأوربية.
- يعمل بقناة النيل الثقافية، بالتليفزيون المصري منذ عام1998، حتى اليوم، حيث كتب وأعد عشرات الأفلام التسجيلية والبرامج الحوارية، وأشرف على مركز بحوث القناة.

## https://www.arabworldbooks.com/ar/authors/hamdy-elgazzar
1. ↑  جريدة "الجريدة" - ثقافات - حمدي الجزار: الأديب العربي يخترق التابوهات لمواجهة القضايا الراهنة - القاهرة - خلف علي حسن - الاربعاء 17 ديسمبر 2008 نسخة محفوظة 8 نوفمبر 2010 على موقع واي باك مشين.تاريخ الولوج 26 مايو 2010 "نسخة مؤرشفة". مؤرشف من الأصل في 2011-01-26. اطلع عليه بتاريخ 2017-07-21.{{استشهاد ويب}}:  صيانة الاستشهاد: BOT: original URL status unknown (link)